# متحف الشفا
متحف الشفا أحد متاحف منطقة عسير جنوب المملكة العربية السعودية، يقع المتحف في بلقرن، أسسه محمد ظافر محمد القرني.

## أجزاء المتحف
يتكون متحف الشفا من ثلاث قاعات، وكل قاعة انقسمت إلى جناحين الجناح الأول بالقاعة الأولى: اهتم بالجلديات، والجناح الثاني: اهتم بأدوات المطبخ من والأواني المعدنية والفخارية وغيرها، والقاعة الثانية الجناح الأول: اهتم بالأسلحة الحربية والسيوف والخناجر، والجناح الثاني: اهتم بالحلي وأدوات الزينة القاعة الثالثة الجناح الأول اهتم هذا الجناح بأدوات الزراعة والجناح الثاني اهتم بأدوات الحدادة والأدوات النحاسية.